# 44 ou les récits de la nuit
44 ou les récits de la nuit (àrab: 44 أو أسطورة الليل) és una pel·lícula franco-marroquina escrita i dirigida pel cineasta marroquí Moumen Smihi l'any 1981 i estrenada el 1985.

## Sinopsi
La pel·lícula narra la història de dues famílies marroquines, una de Fes, l'altra de Xauen, de 1912 a 1956, durant el protectorat sobre el Marroc.

## Repartiment
- Pierre Clémenti
- Abdelslam Faraoui
- Marie-France Pisier
- Christine Pascal
- Khady Thiam
- Mohamed El Habachi
- Naima Lamcharki